# Сто чертей и одна девушка
«Сто чертей и одна девушка» — оперетта Тихона Хренникова, в трёх действиях, шести картинах на либретто Е. Е. Шатуновского, основанного на реальных событиях. Премьера состоялась 16 мая 1963 года в Московском театре оперетты.

## История создания и музыкальные характеристики
Хренников работал над опереттой около двух лет: с 1961 по 1963 годы. Либретто к оперетте написал поэт Евгений Шатуновский. Произведению был присвоен опус № 15.
Премьера состоялась 16 мая 1963 года в Москве в Театре оперетты. Режиссёром-постановщиком спектакля выступил Владимир Канделаки, дирижёром-постановщиком — Григорий Столяров, а художником-постановщиком — Григорий Кигель.
Вскоре после премьеры, которая прошла с большим успехом, оперетта была поставлена в театрах Ленинграда, Баку, Одессы, Свердловска, Новосибирска, Ростова-на-Дону, Красноярска, Ярославля и др.
Оперетта написана в форме музыкальной комедии. В ней ярко отразились такие особенности композиторского стиля Хренникова, как яркость оркестровки, мелодизм, свежесть и естественность музыки, лиризм и острый гротеск. Вокальные партии героев характеризуют непосредственность, простота, юмор и чувственность.
Музыковед Иван Мартынов так пишет о замысле композитора:

Хренников хотел написать русскую оперетту не только по сюжету, но и по музыке, по складу мелодии, связанной с особенностями его неповторимого интонационного мира.

## Действующие лица
- Варя, практикантка областной газеты (сопрано);
- Кураев, секретарь редакции (баритон);
- Апельсинов, артист-иллюзионист (баритон);
- Матрена, жительница Лукашина (сопрано);
- Григорий, лесник (баритон);
- Агафон, чудотворец (бас);
- Титовна, содержательница молельни;
- Степанида, ее дочь (сопрано);
- сектанты, черти, ведьмы, сельская молодежь, старухи, вопленицы, танцоры.

## Краткое содержание
Действие происходит в среднерусском областном центре и в селе Лукашино в начале 1960-х годов. Начинающая журналистка Варя из областного центра задумывает разоблачить религиозную секту мошенника Агафона орудующего в селе Лукашино и обманывающего местных жителей. Она направляется прямо в логово Агафона и оказывается в серьёзной опасности, однако её спасает сельская красавица Степанида, некогда состоявшая в секте Агафона и умудрившаяся вырваться из её лап.

## Популярные номера из оперетты
- Трио девушек «Раскидал осенний лес рубли целковые»
- Песня Григория «Я солнце заместо коня запрягу»
- Дуэт Степаниды и Григория

## Известные аудиозаписи
- 1973 — Хор и оркестр Московского театра оперетты. Дирижёр — Лев Оссовский. Агафон — Александр Горелик, Апельсинов — Владимир Шишкин, Варя — Альбертина Еланская, Григорий — Юрий Богданов, Кураев — Анатолий Пиневич, Матрена — Валентина Марон, Титовна — Аделаида Нечаева, Степанида — Зоя Белая и др. «Мелодия».[2]